# Willa Jakubówka
Willa Jakubówka – zabytkowy budynek znajdujący się w Józefowie, przy ulicy Leśnej 19. 
Willa została zbudowana około 1906 roku przez rodzinę bogatych warszawskich Żydów – Surę i Jakuba Jakubowiczów. Nie zachowały się żadne dokumenty odnośnie do autora projektu, jednak na podstawie analizy porównawczej przypuszcza się, że budynek został zaprojektowany przez architekta Józefa Piusa Dziekońskiego. Dom wybudowano z cegły pierwszej klasy wypalonej w Cegielni Małachowskiego w Pustelniku. Była to w tym okresie jedyna murowana willa letniskowa w okolicy zdominowanej przez charakterystyczne dla linii otwockiej drewniane świdermajery. Budynek zdobiły bogate sztukaterie z motywami kwiatowymi, zarówno wewnątrz domu, jak i na jego ceglanych elewacjach. Budynek miał nietypowy układ architektoniczny. Dach domu zdobiły pinakle oraz wielkie wazony z blachy cynkowej. 
W okresie międzywojennym willa była miejscem gdzie rodzina Jakubowiczów przyjeżdżała na charakterystyczne dla tego okresu letniska. Jako najbardziej reprezentacyjny budynek w okolicy była też miejscem częstych spotkań Żydów odpoczywających w okolicznych pensjonatach, w związku z czym wielu polskich mieszkańców Józefowa uważało Jakubówkę za żydowski dom modlitwy. Opinii tej nie potwierdziła jednak przeprowadzona ekspertyza historyczna. W latach 20. dodano po bokach trzy drewniane werandy. W tym okresie, zgodnie z obowiązującym prawem, zarejestrowany był tu odbiornik radiowy.
W czasie drugiej wojny światowej swoją siedzibę w willi miał lokalny oddział Gestapo. Po zajęciu tego terenu przez Rosjan, kwaterowali w niej czerwonoarmiści, dzięki czemu willa przetrwała wojnę w bardzo dobrym stanie. Po zakończeniu wojny nieruchomość odziedziczył wnuk państwa Jakubowiczów, Mieczysław Jakubowicz, który jako jedyny spadkobierca cały majątek podzielił i sprzedał.
We wczesnym okresie powojennym, pod nieobecność właścicieli, władze komunistyczne podzieliły dom na części i zakwaterowały w nim 8 rodzin. Brak gospodarza i niedbałość administracji domów komunalnych oraz samych lokatorów doprowadziły przez 60 lat do dewastacji willi i często do nieodwracalnych szkód. Zniszczeniu uległa m.in. część oryginalnych otworów okiennych z profilowanej cegły i z bogatymi gipsowymi elementami dekoracyjnymi. W 1978 roku upadające drzewo uszkodziło północny narożnik budynku oraz część dachu. Dokonano wówczas jedynie prowizorycznej, doraźnej naprawy. W 1996 roku budynek przeznaczony został do rozbiórki. Po interwencji lokatorów u Mazowieckiego Konserwatora Zabytków, budynek został wpisany w 2000 roku do rejestru zabytków, co uratowało go przed całkowitym zniszczeniem.
W okresie od lutego 2008 do października 2009 pod nadzorem Mazowieckiego Konserwatora Zabytków przeprowadzony został kompleksowy remont. W chwili obecnej, budynek wynajmowany jest Urzędowi Miasta Józefowa, który prowadzi w nim publiczne przedszkole.